# Rajongemeinde Ignalina
Rajongemeinde Ignalina (Ignalinos rajono savivaldybė)  ist eine Rajongemeinde im Nordosten Litauens, etwa 90 km nordöstlich von Vilnius gelegen. Sie ist eine Partnerstadt des nordrhein-westfälischen Büren. Das stillgelegte Kernkraftwerk Ignalina liegt bei der etwa 45 Kilometer entfernten Stadt Visaginas im äußersten Nordosten des Landkreises Ignalina.
Die Rajongemeinde umfasst die Städte Ignalina und Dūkštas (930 Einw.), die Städtchen (miesteliai) Mielagėnai, Rimšė und Tverečius sowie 726 Dörfer.

## Geschichte
Am 20. Juni 1950 wurde das Rajon Ignalina aus 44 Siedlungen von Bezirk Švenčionys in Sowjetlitauen gebildet. 1989 gab 59.757 Einwohner. 1995 wurde die Rajongemeinde (Ignalinos rajono savivaldybė) errichtet. 2005 gab es 20.625 Einwohner.

## Amtsbezirke
- Ceikiniai
- Didžiasalis
- Dūkštas
- Ignalina Stadt
- Ignalina Land
- Kazitiškis
- Linkmenys
- Mielagėnai
- Naujasis Daugėliškis
- Rimšė
- Tverečius
- Vidiškiai

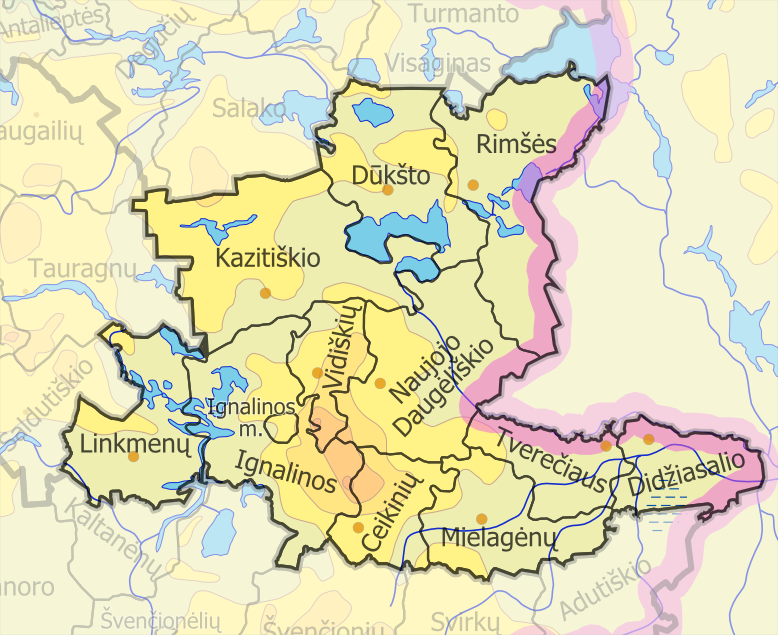
Amtsbezirke der Rajongemeinde Ignalina

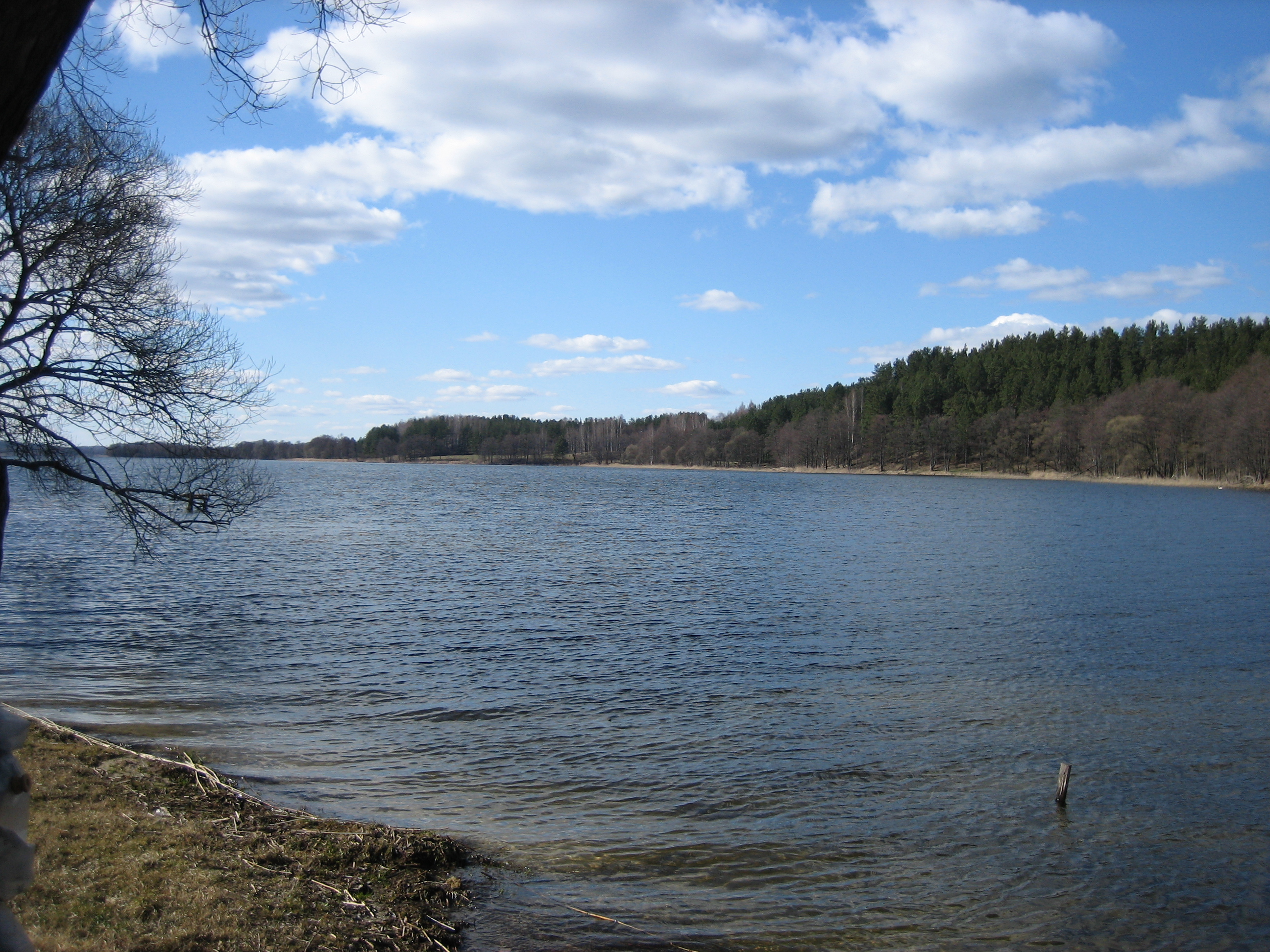
Lūšiaisee im Nationalpark Aukštaitija
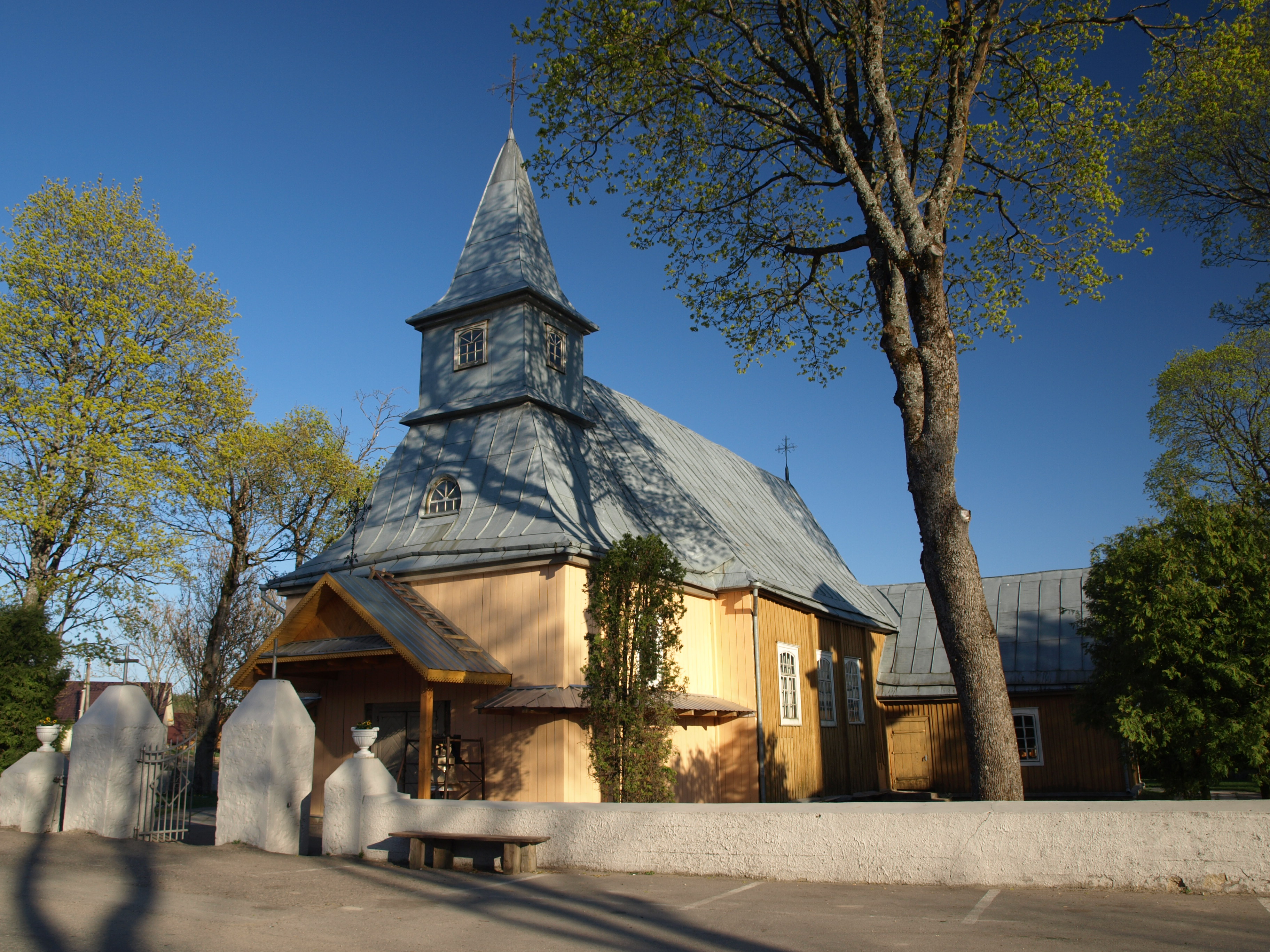
Ceikiniai Katholische Kirche des Namens der Jungfrau Maria, erbaut 1773
Dūkštas Katholische Kirche des Stanislaus Kostka, erbaut von 1934 bis 1936
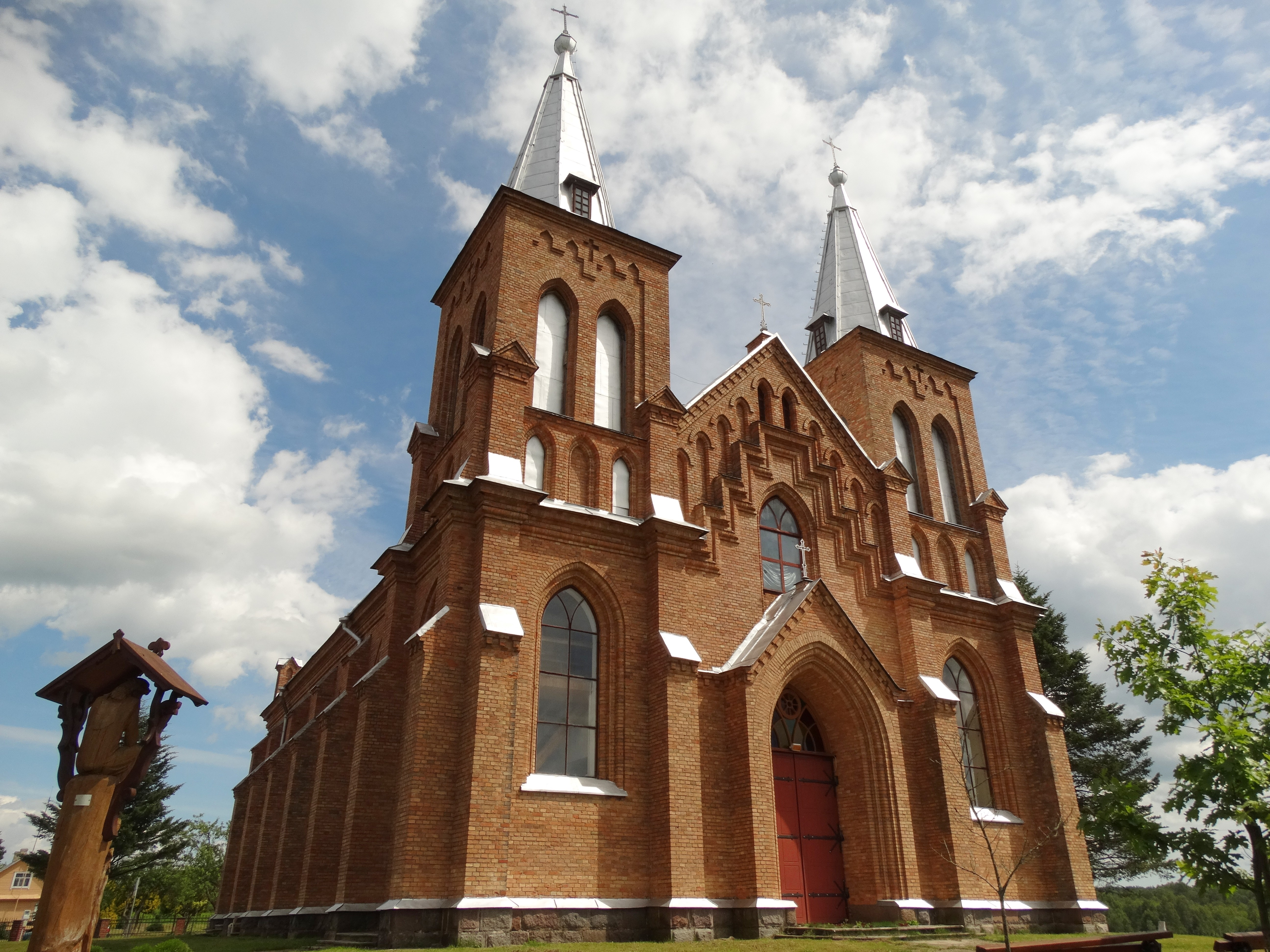
Kazitiškis Katholische Bischof-Stanislaus-Kirche, erbaut von 1906 bis 1908
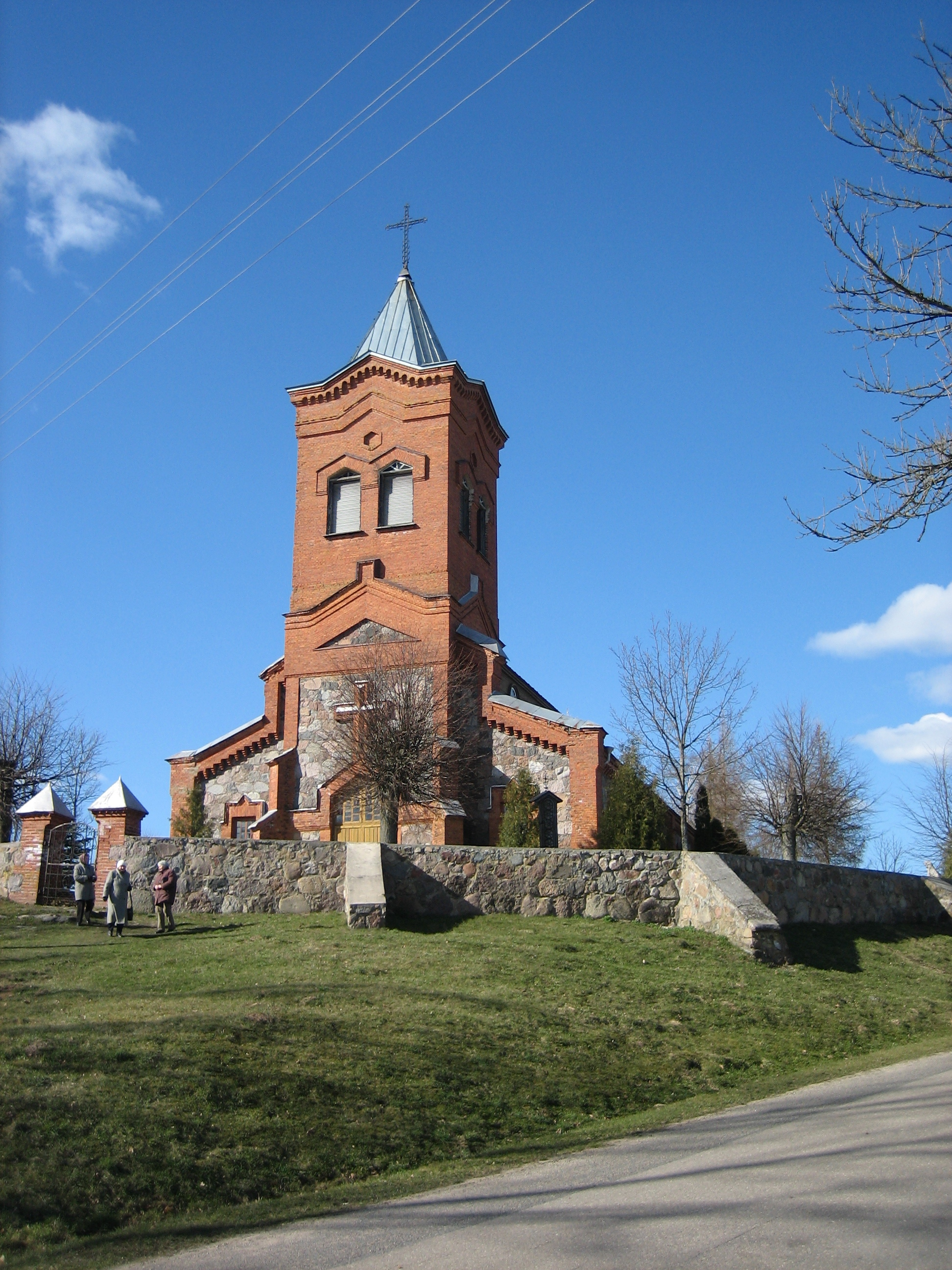
Linkmenys Katholische Dreifaltigkeitskirche, erbaut 1887
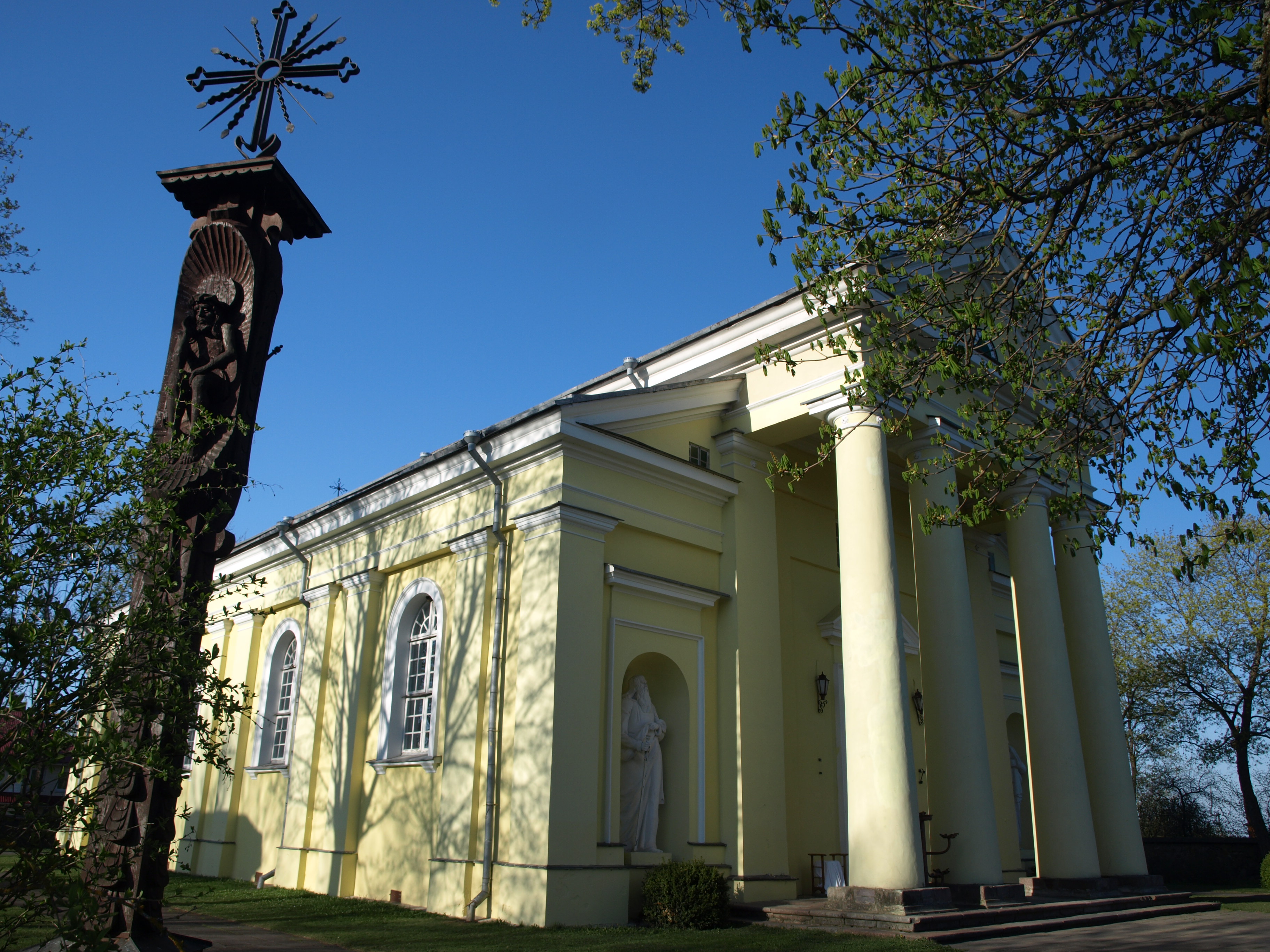
Mielagėnai Katholische Kirche Johannes des Täufers, erbaut von 1779 bis 1790
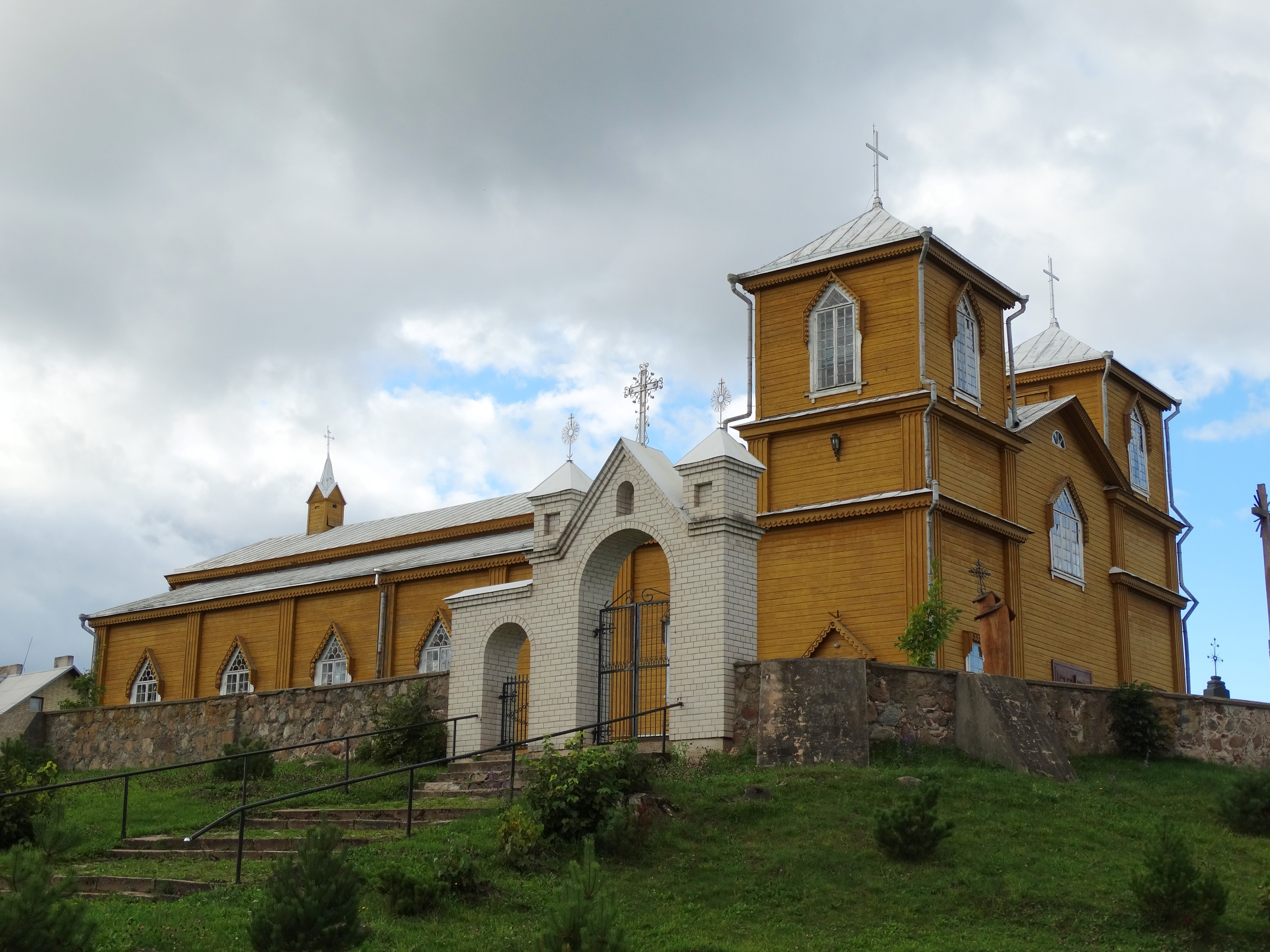
Naujoji Daugėliškis Katholische Joachim und Anna Kirche, erbaut 1889
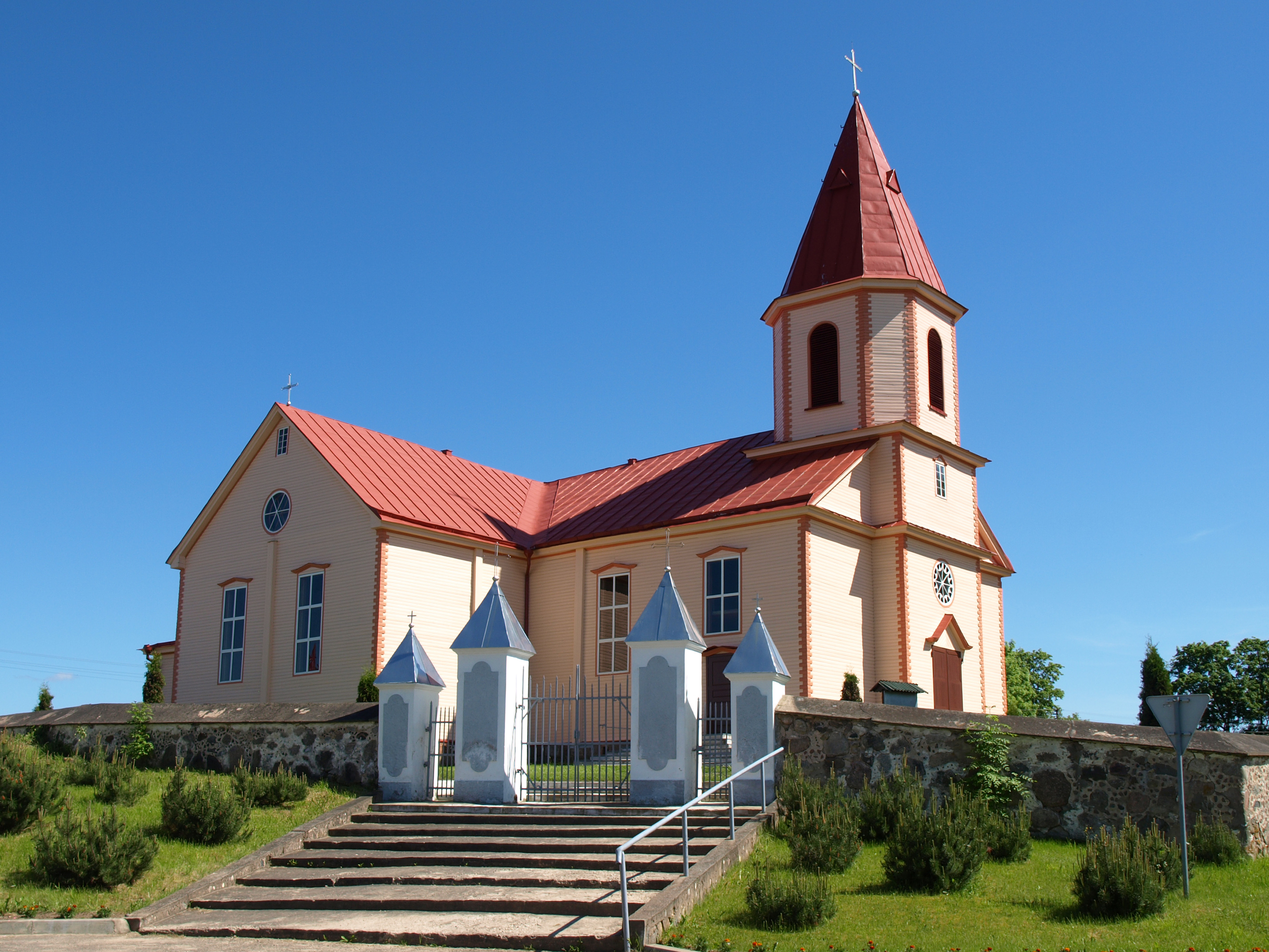
Rimšė Katholische Dreifaltigkeitskirche, erbaut von 1862 bis 1863
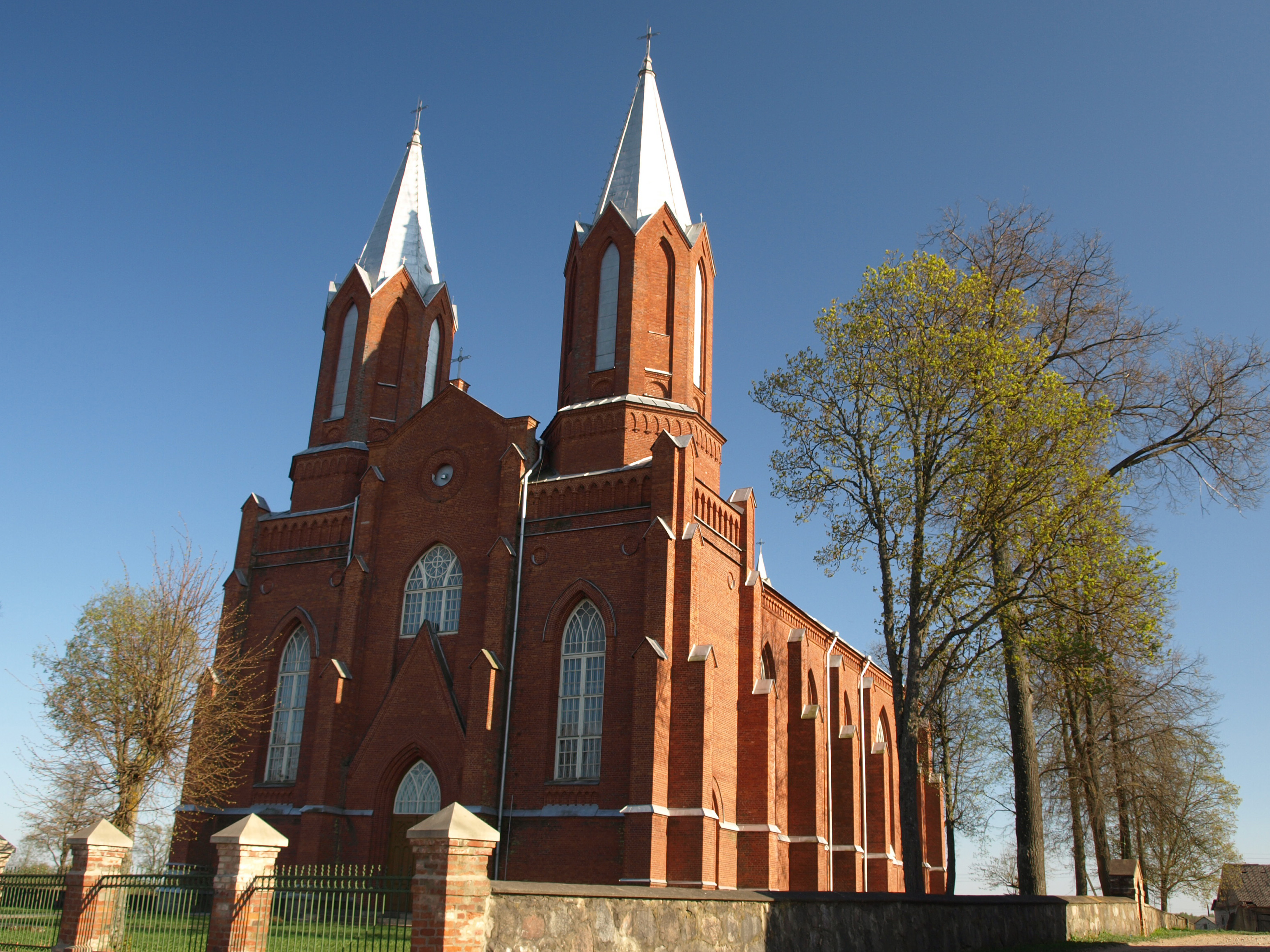
Tverečius Katholische Dreifaltigkeitskirche, erbaut 1906
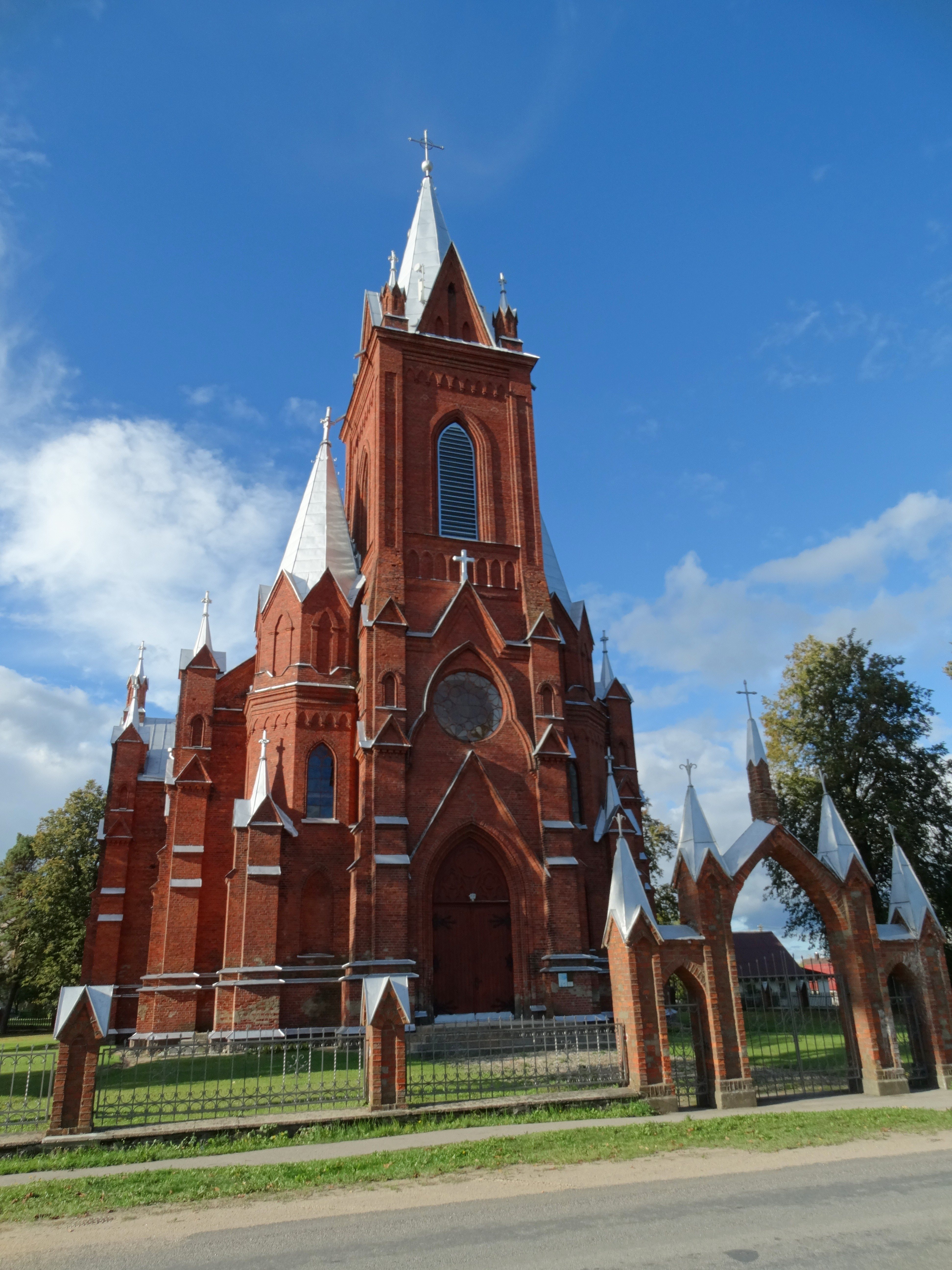
Vidiškiai Katholische Kirche der Heimsuchung der Jungfrau Maria, erbaut von 1902 bis 1906
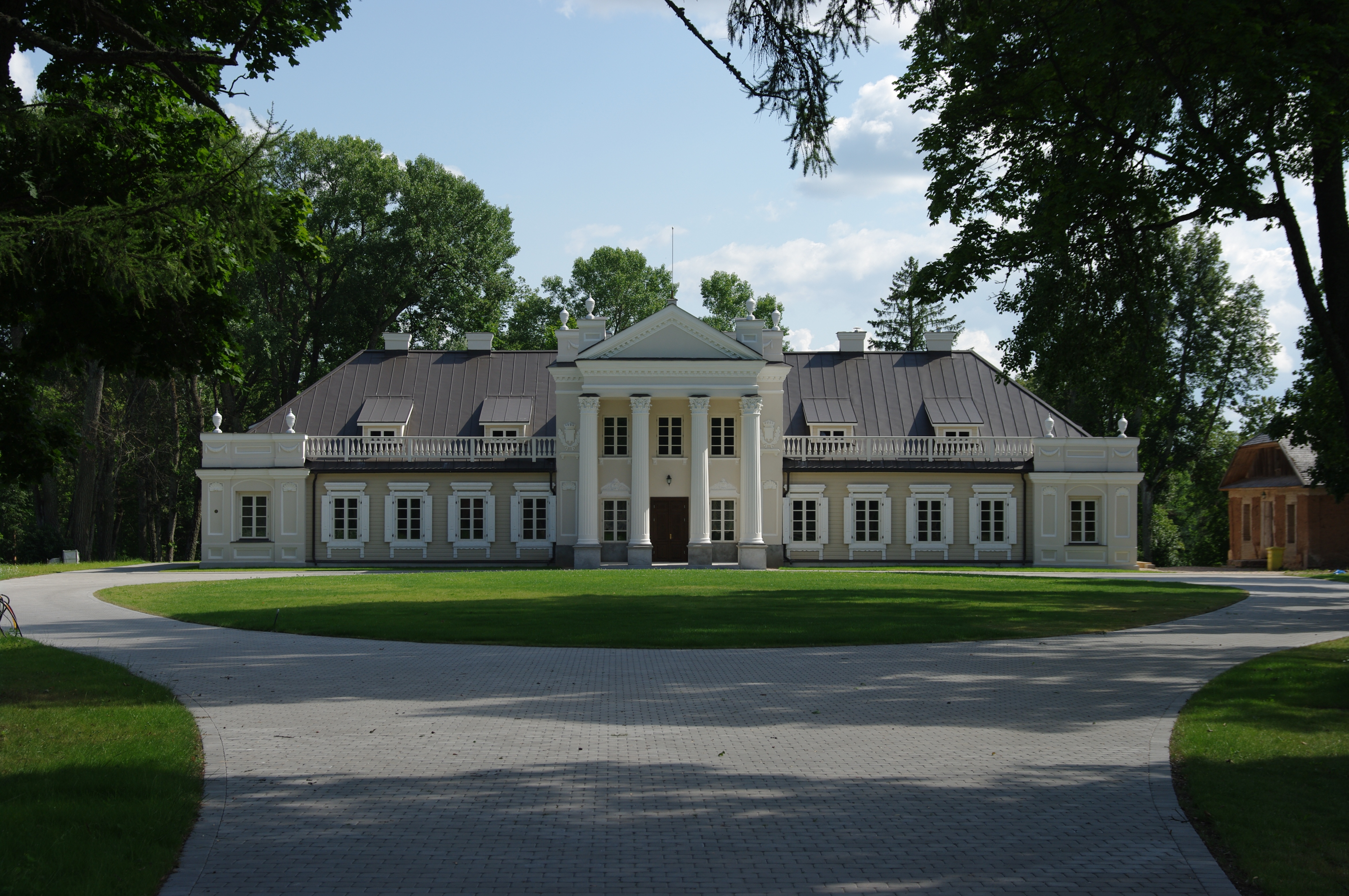
Herrenhaus Vidiškiai aus dem 18. Jahrhundert

## Söhne und Töchter
- Česlovas Juršėnas (* 1938 in Panižiškė), Politiker, Journalist